# Mieke Bos

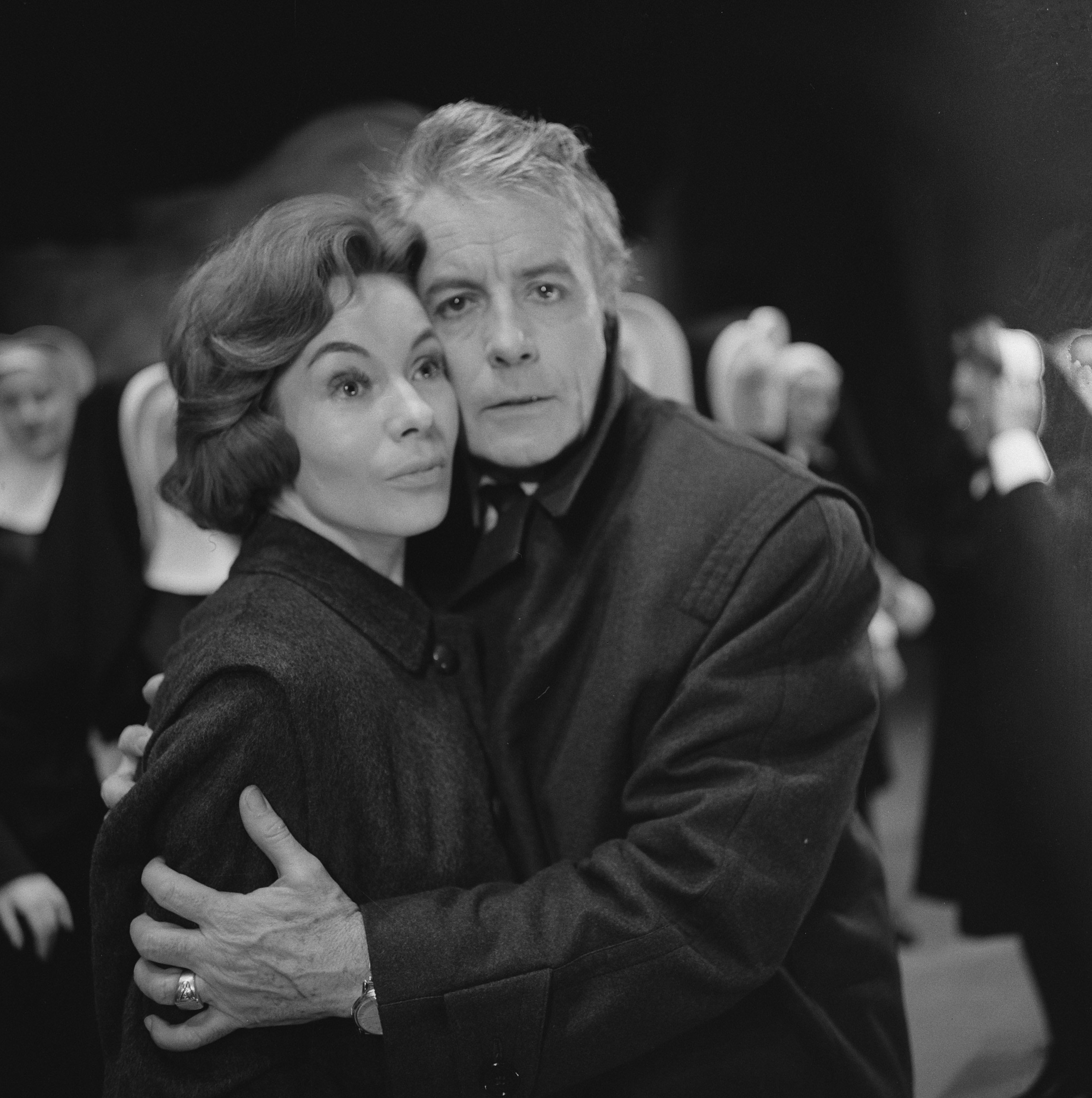
Mieke Bos en Johan Heesters in The sound of music (1964)

Mieke Bos, pseudoniem voor Maria Christina Jansen (Weert, 2 april 1937- Amstelveen, 11 september 2000) was een Nederlands zangeres, in eerste instantie bekend van de Selvera's, later als musicalzangeres.
Ze was dochter van Josephina Francisca Janssen en Peter Mathias Jansen. Ze was tussen 1959 en 1961 (echtscheiding) getrouwd met Arnoldus Hubertus Friedrich Henri Stanowsky. Ze hertrouwde in februari 1962 met Jan Bos, maar woonde sinds 1975 alleen. Slechts een keer kwam de naam Mieke Bos-Jansen naar voren.
Bos groeide op in een gezin met negen kinderen. Vader, artiestennaam Pierke Jansen, was een muzikale clown. Twee zusjes zouden vanuit de optredens met hun vader eveneens podiumartiesten worden. Mieke en Zus zongen toen, begeleid door saxofonist Herman Schoonderwalt en bassist Dik Bezemer. Mieke zong al van jongs af aan; ze zou al op haar dertiende op podia staan. In 1954 startten de Selvera's (Zus en Mieke Jansen), na een aarzelend begin succes te krijgen. Mieke Bos, die non wilde worden en genoeg had van het reizen, wilde wel stoppen. Toen René Sleeswijk sr. in 1963 haar vroeg voor de rol van Maria von Trapp in de musical The Sound of Music betekende dat, mede door haar zwangerschap, tevens het eind van het zusjesduo, Het bleek, aldus haar zus in 2000, dat Mieke meer een theaterzangeres was dan onderdeel van een duo. Er volgden meer musicals (Stop the world I want to get off), Max Tailleur (1968: Asjemenou als vervanger van Mieke Telkamp ), revues Proficiat van Snip & Snap en Waar blijft de tijd, trad op met Ted de Braak (Tête à Ted) en was te bewonderen in de televisieserie De klop op de deur (1970-1971). Ook hield ze in de jaren tachtig bekendheid met optredens binnen De engel van Amsterdam, geschreven door Lennaert Nijgh en Joop Stokkermans; ze speelde daar met Jasperina de Jong, Lex Goudsmit en Leen Jongewaard. Haar laatste optreden vond vermoedelijk plaats in 1987 toen ze voor het “Gala van de eeuw” nog eenmaal haar rol uit The sound of Music op het tonaal bracht in Koninklijk Theater Carré. Ook had ze destijds een gastrolletje in Medisch Centrum West.
Ondanks de mening van haar zus, trok ze zich in haar laatste levensjaren terug binnen haar familie aan kinderen en kleinkinderen. Ze had genoeg van de theaterwereld en kwam volgens haar zus alleen nog naar buiten voor de supermarkt.
Mieke Bos overleed aan de gevolgen van kanker. Ze werd in stilte gecremeerd.